# Liste der Biografien/Sang
Liste der Biografien |
Portal Biografien |
Personensuche
# |
A |
B |
C |
D |
E |
F |
G |
H |
I |
J |
K |
L |
M |
N |
O |
P |
Q |
R |
S |
T |
U |
V |
W |
X |
Y |
Z |
?
 
Sa |
Sb |
Sc |
Sd |
Se |
Sf |
Sg |
Sh |
Si |
Sj |
Sk |
Sl |
Sm |
Sn |
So |
Sp |
Sq |
Sr |
Ss |
St |
Su |
Sv |
Sw |
Sy |
Sz
 
Saa |
Sab |
Sac |
Sad |
Sae |
Saf |
Sag |
Sah |
Sai |
Saj |
Sak |
Sal |
Sam |
San |
Sao |
Sap |
Saq |
Sar |
Sas |
Sat |
Sau |
Sav |
Saw |
Sax |
Say |
Saz
 
Sana |
Sanb |
Sanc |
Sand |
Sane |
Sanf |
Sang |
Sanh |
Sani |
Sanj |
Sank |
Sanl |
Sanm |
Sann |
Sano |
Sanp |
Sanq |
Sanr |
Sans |
Sant |
Sanu |
Sanv |
Sanw |
Sany |
Sanz
Die Liste der Biografien führt alle Personen auf, die in der deutschsprachigen Wikipedia einen Artikel haben. Dieses ist eine Teilliste mit 145 Einträgen von Personen, deren Namen mit den Buchstaben „Sang“ beginnt.

## Sang
- Sang, August (1914–1969), estnischer Lyriker
- Sang, Eucharius († 1620), deutscher Weihbischof, Universitätsrektor und Schriftsteller
- Sang, Joel (* 1950), estnischer Schriftsteller
- Sang, Julius (1948–2004), kenianischer Sprinter und Olympiasieger
- Sang, Lucas (1961–2008), kenianischer Sprinter und Olympiateilnehmer
- Sang, Patrick (* 1964), kenianischer Hindernisläufer
- Sang, Philip (* 1950), kenianischer Hürdenläufer
- Sang, Rudolf (1900–1972), deutscher Schauspieler, Regisseur und Theaterintendant
- Sang, Samantha (* 1951), australische Sängerin
- Sang, Silas Kipngetich (* 1978), kenianischer Langstreckenläufer
- Sang, Stephanie Xu (* 1986), australische Tischtennisspielerin
- Sang, Xue (* 1984), chinesische Wasserspringerin
- Sang, Yang (* 1982), chinesischer Badmintonspieler

### Sanga
- Sangad Chaloryu (1915–1980), thailändischer Admiral
- Sangakkara, Kumar (* 1977), sri-lankischer Cricketspieler
- Sangalli, Samuele (* 1967), italienischer römisch-katholischer Geistlicher und Kurienerzbischof
- Sangallo, Antonio da der Ältere († 1534), italienischer Architekt und Festungsbauer
- Sangallo, Antonio da der Jüngere (1484–1546), italienischer Architekt
- Sangallo, Bastiano da (1481–1551), italienischer Maler und Architekt der Renaissance
- Sangalo, Ivete (* 1972), brasilianische Axé-Sängerin und -Komponistin
- Sangante, Arouna (* 2002), senegalesisch-guinea-bissauischer Fußballspieler
- Sangar al-Halabi, Sultan der Mameluken in Damaskus
- Sangara, König von Karkemiš
- Sangaré Coulibaly, Kadidia (* 1962), malische Anwältin und Politikerin
- Sangaré, Abdoulaye (* 1984), mauretanischer Fußballspieler
- Sangaré, Ibrahim (* 1997), ivorischer Fußballspieler
- Sangaré, Luc Auguste (1925–1998), malischer Geistlicher, Erzbischof von Bamako
- Sangaré, Mamadou (* 2002), malischer FußballspielerMamadou Sangaré (* 2002)
- Sangare, Moussa (* 1958), malischer Boxer

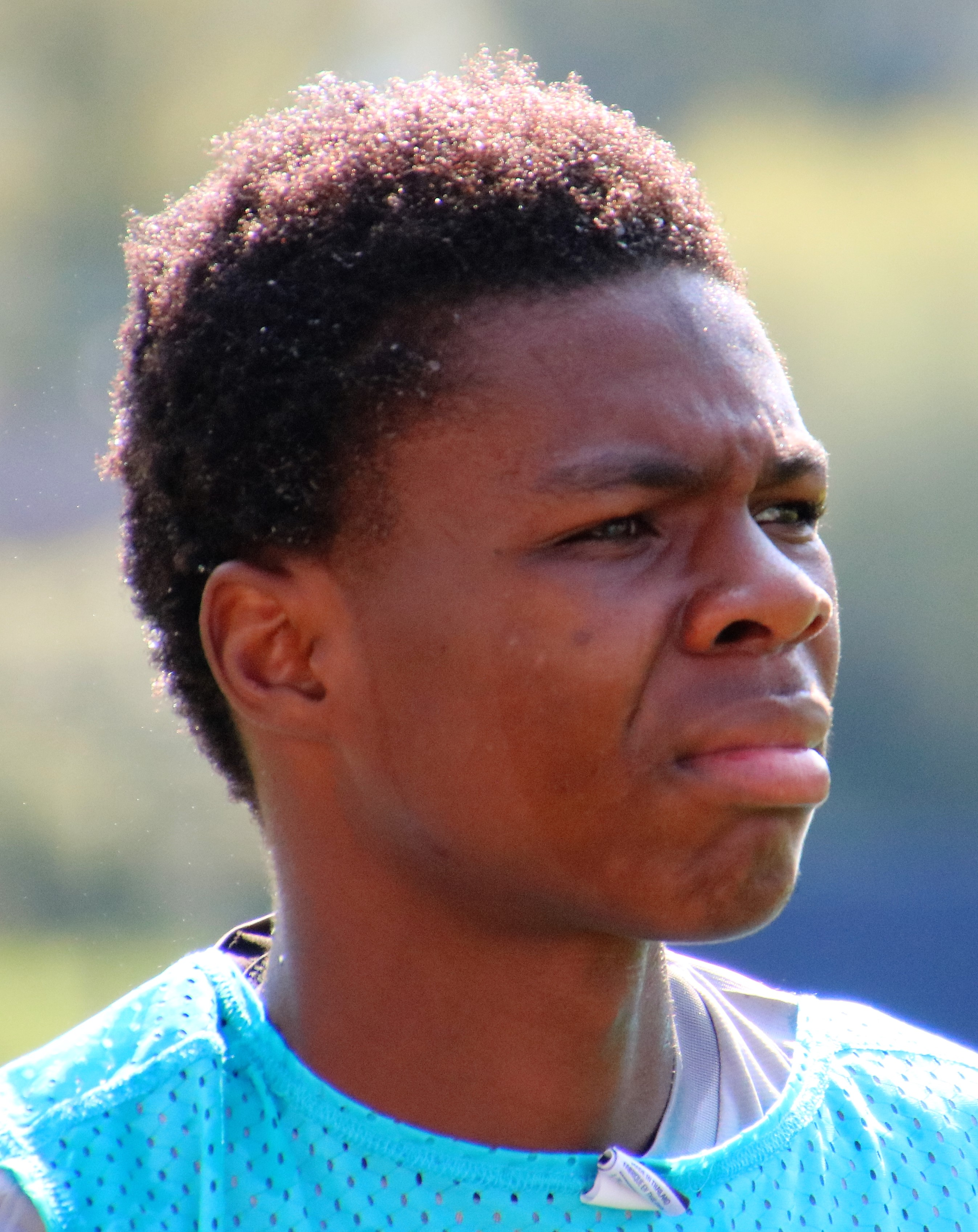
Mamadou Sangaré (* 2002)

- Sangaré, Nazım (* 1994), deutsch-türkischer Fußballspieler
- Sangaré, Oumou (* 1968), malische Sängerin
- Sangaré, Siaka Toumani (1955–2024), malischer Militär und Politiker

### Sangc
- Sangchili, Baltazar (1911–1992), spanischer Boxer im Bantamgewicht

### Sangd
- Sangdech, Teeraphon (* 2002), thailändischer Fußballspieler

### Sange
- Sangenís, José, spanischer Fußballtorhüter
- Sangenito, Lucia Laura (* 1910), italienische Altersrekordlerin
- Sänger, Bertrand (1861–1938), deutscher Komponist und Kapellmeister
- Sänger, Björn (* 1975), deutscher Politiker (FDP), MdB
- Sänger, Carsten (* 1962), deutscher Fußballspieler und -trainer
- Sänger, Christian Heinrich (1728–1808), sächsischer Generalleutnant
- Sänger, Christof (* 1962), deutscher Jazzpianist
- Sanger, David E. (* 1960), US-amerikanischer Journalist
- Sänger, Dieter (* 1949), deutscher evangelischer Theologe
- Sänger, Eugen (1905–1964), österreichischer IngenieurEugen Sänger (1905–1964)

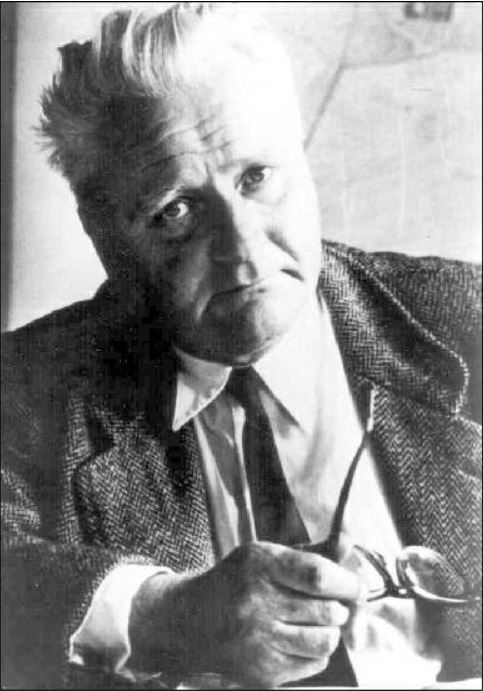
Eugen Sänger (1905–1964)

- Sänger, Frank (* 1941), deutscher Politiker (CDU), MdL
- Sanger, Frederick (1918–2013), britischer Biochemiker und Nobelpreisträger für Chemie
- Sänger, Fritz (1901–1984), deutscher Journalist und Politiker (SPD), MdL, MdB
- Sanger, George (1825–1911), englischer Zirkusimpresario
- Sanger, George Alistair (* 1957), US-amerikanischer Komponist
- Sänger, Heinz Ludwig (1928–2010), deutscher Biologe
- Sanger, Jonathan (* 1944), US-amerikanischer Filmproduzent, Filmregisseur und Theaterproduzent
- Sänger, Karin (* 1958), deutsche Fußballspielerin
- Sänger, Kurt Werner (* 1950), deutscher Dialekt- und Heimatdichter
- Sanger, Larry (* 1968), US-amerikanischer Philosoph
- Sänger, Lars (* 1979), deutscher Journalist
- Sänger, Löw (* 1781), deutscher Chasan in München
- Sanger, Margaret (1879–1966), US-amerikanische Krankenschwester, Feministin und GeburtskontrollaktivistinMargaret Sanger (1879–1966)

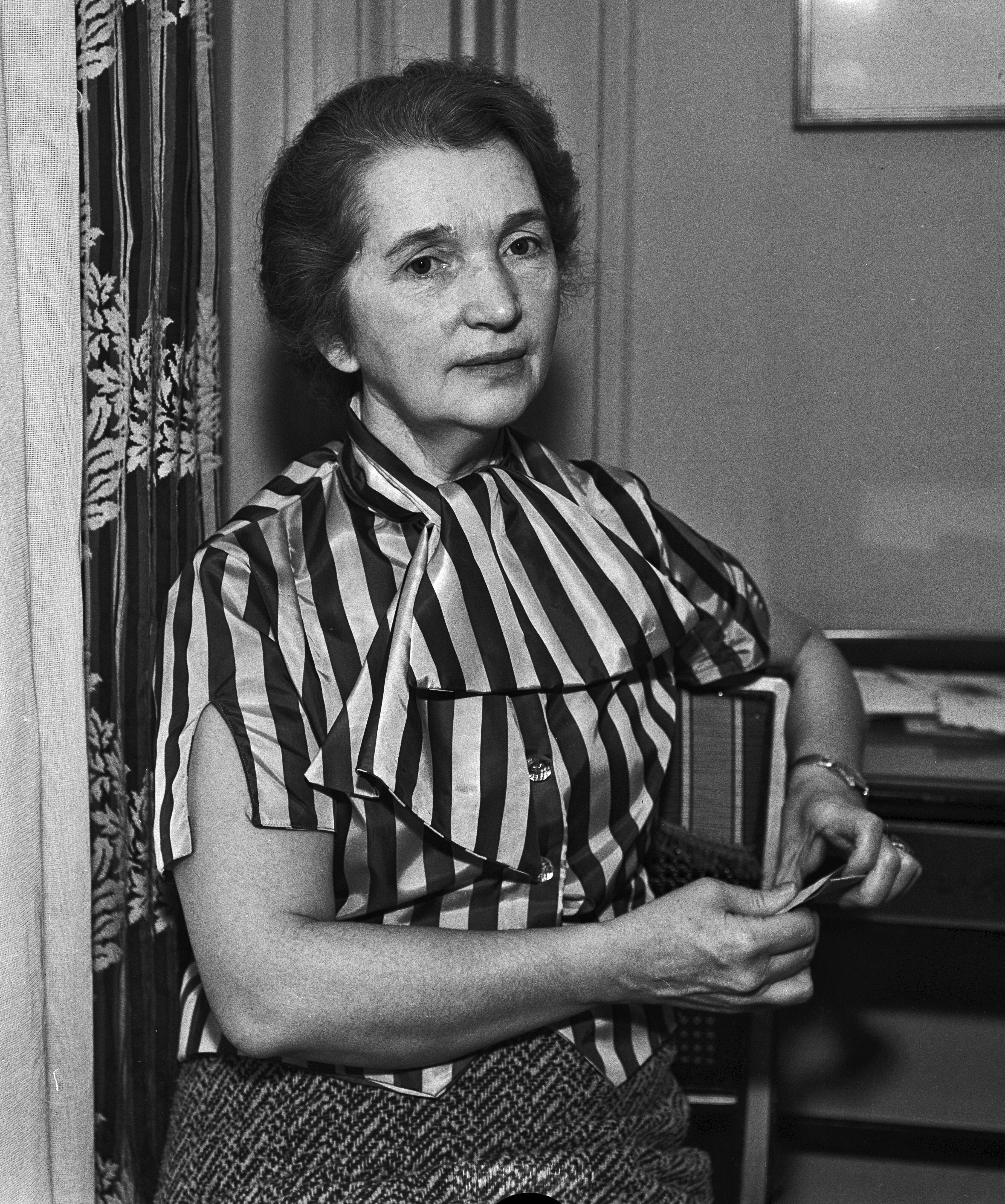
Margaret Sanger (1879–1966)

- Sanger, Mark (* 1974), britischer Filmeditor
- Sänger, Max (1853–1903), deutscher Gynäkologe und Geburtshelfer
- Sänger, Moritz (* 1987), deutscher Fotograf und Filmemacher
- Sänger, Nora (* 1982), deutsche Musikerin
- Sänger, Patrick (* 1979), österreichischer Althistoriker, Papyrologe und Epigraphiker
- Sänger, Raymund (1895–1962), Schweizer Physiker
- Sanger, Ruth (1918–2001), australische Medizinerin
- Sänger, Stefan (* 1959), deutscher Basketballspieler
- Sänger, Sylvia, deutsche Gesundheitswissenschaftlerin und Hochschullehrerin
- Sänger, Willi (1894–1944), deutscher Kommunist und WiderstandskämpferWilli Sänger (1894–1944)

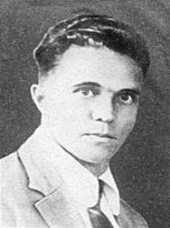
Willi Sänger (1894–1944)

- Sänger-Bredt, Irene (1911–1983), deutsche Physikerin
- Sängerlaub, Alexander (* 1986), deutscher Journalist, Publizist und Kommunikationswissenschaftler

### Sangg
- Sanggye Gyatsho (1653–1705), Lama der Gelug-Tradition des Buddhismus in Tibet, Autor und tibetischer Arzt

### Sangh
- Sangharakshita (1925–2018), britischer buddhistischer Mönch
- Sangheli, Andrei (* 1944), moldauischer Politiker und Regierungschef von der Republik Moldau
- Sanghera, Jasvinder (* 1965), englische Sachbuchautorin und Aktivistin

### Sangi
- Sangi, Wladimir Michailowitsch (* 1935), niwchischer Schriftsteller
- Sangiorgi, Eva (* 1978), italienische Kulturmanagerin und Kuratorin
- Sangiorgi, Giuliano (* 1979), italienischer Sänger, Songwriter und Schriftsteller
- Sangiorgi, Manuela (* 1972), italienische Kommunalpolitikerin
- Sangiorgio, Abbondio (1798–1879), italienischer Bildhauer
- Sangiorgio, Giovanni Antonio († 1509), italienischer Kardinal der Römischen Kirche
- Sangiovanni (* 2003), italienischer Popsänger
- Sangiuliano, Gennaro (* 1962), italienischer Journalist, Sachbuchautor und Politiker

### Sangl
- Sangla, Pascal, französischer Pianist, Chansonsänger, Schauspieler, Filmkomponist und Komponist von Bühnenmusik
- Sanglada, Pere († 1408), Schnitzer und Bildhauer

### Sangm
- Sangma, Conrad (* 1978), indischer Politiker der National People’s Party
- Sangma, Mukul (* 1965), indischer Politiker
- Sangma, Purno Agitok (1947–2016), indischer Politiker
- Sangmeister, Edward (1916–2016), deutscher Prähistoriker
- Sangmeister, George E. (1931–2007), US-amerikanischer Politiker
- Sangmeister, Hartmut (* 1945), deutscher Wirtschaftswissenschaftler
- Sangmeister, Wolfram († 1978), deutscher Landeskriminaldirektor des LKA Berlin

### Sangn
- Sangnier, Marc (1873–1950), französischer römisch-katholischer Denker, Politiker, Theologe und Jurist
- Sangnil, Noppadon (* 1977), thailändischer Snookerspieler

### Sango
- Sangora, Poldi (1875–1963), österreichisch-deutsche Theater- und Filmschauspielerin
- Sangouma, Daniel (* 1965), französischer Sprinter
- Sangow, Nisom (* 1983), tadschikischer Gewichtheber

### Sangp
- Sangpo, Shalu Chökyong (1441–1527), Übersetzer aus der Shalu-Schule des tibetischen Buddhismus

### Sangr
- Sangro, Elena (1897–1969), italienische Filmschauspielerin
- Sangro, Paolo di († 1455), Condottiere, Herr von Agnone, Atessa, Civitacampomarano, San Severo und Torremaggiore
- Sangro, Raimondo di (1710–1771), italienischer Aristokrat, Erfinder, Naturforscher, Soldat, Schriftsteller, Fürst von Sansevero

### Sangs
- Sangskulrote, Pramote (* 1952), thailändischer Radrennfahrer
- Sangster, Charles (1822–1893), kanadischer Dichter
- Sangster, Charles (1872–1935), britischer Erfinder und Unternehmer
- Sangster, Donald (1911–1967), jamaikanischer Politiker, zweiter Premierminister von Jamaika
- Sangster, Donald F. (1935–2018), kanadischer Geologe und Mineraloge
- Sangster, Jacky (* 1974), britische Sängerin
- Sangster, Jimmy (1927–2011), britischer Drehbuchautor
- Sangster, John (1928–1995), australischer Jazzmusiker
- Sangster, Mike (1940–1985), britischer Tennisspieler
- Sangsun, Eduardus (1943–2008), indonesischer Ordensgeistlicher, Bischof von Ruteng, Indonesien

### Sangu
- Sangu, Elçin (* 1985), türkische SchauspielerinElçin Sangu (* 1985)

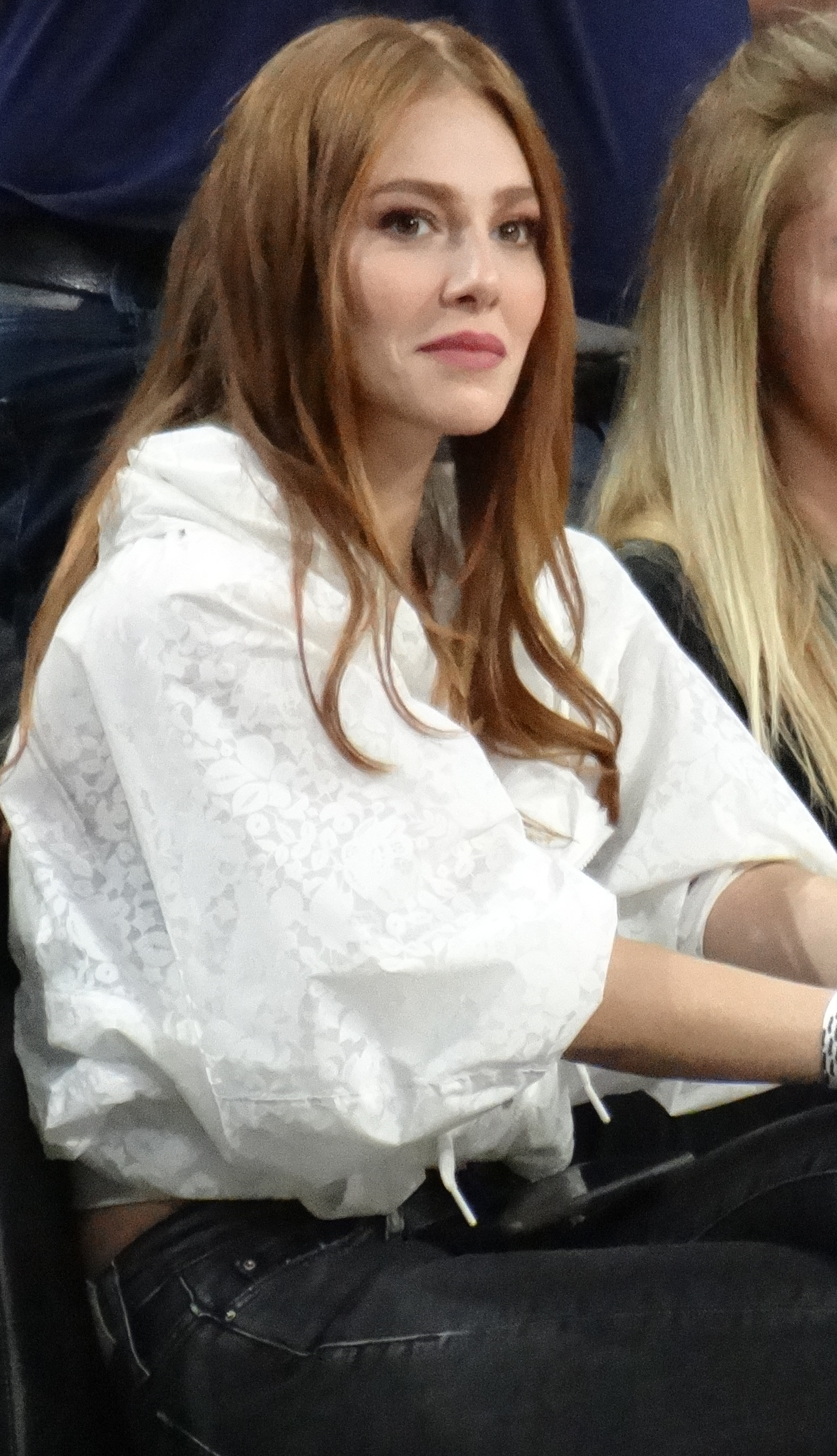
Elçin Sangu (* 1985)

- Sangu, James Dominic (1920–1998), tansanischer Geistlicher, römisch-katholischer Bischof von Mbeya
- Sangu, Liberatus (* 1963), tansanischer Geistlicher, römisch-katholischer Bischof von Shinyanga
- Sanguedolce, Lorenzo (* 1975), US-amerikanischer Jazzmusiker
- Sanguigni, Domenico (1809–1882), italienischer Kardinal
- Sanguily, Manuel (1933–2022), kubanischer Schwimmer und Mediziner
- Sanguin de Meudon, Antoine (1493–1559), Kardinal, Erzbischof von Toulouse
- Sanguin de Meudon, Jean, französischer Adliger, Lieutenant du Gouverneur de Paris
- Sanguineti, Corrado (* 1964), italienischer Geistlicher und römisch-katholischer Bischof von Pavia
- Sanguineti, Edoardo (1930–2010), italienischer Schriftsteller, Dichter, Kritiker, Übersetzer und Politiker, Mitglied der Camera dei deputati
- Sanguineti, Giulio (* 1932), italienischer Geistlicher, emeritierter Bischof von Brescia
- Sanguineti, Raúl (1933–2000), argentinischer Schachspieler
- Sanguinetti Montero, Alberto (* 1945), uruguayischer Geistlicher, römisch-katholischer Bischof von Canelones
- Sanguinetti, Alessandro (* 1816), italienischer Bildhauer
- Sanguinetti, Alexandre (1913–1980), französischer Politiker, Mitglied der Nationalversammlung und Minister
- Sanguinetti, Beniamino Raffaello (1811–1883), französischer Orientalist, Übersetzer und Arzt
- Sanguinetti, Bobby (* 1988), US-amerikanischer Eishockeyspieler und -trainer
- Sanguinetti, Davide (* 1972), italienischer TennisspielerDavide Sanguinetti (* 1972)

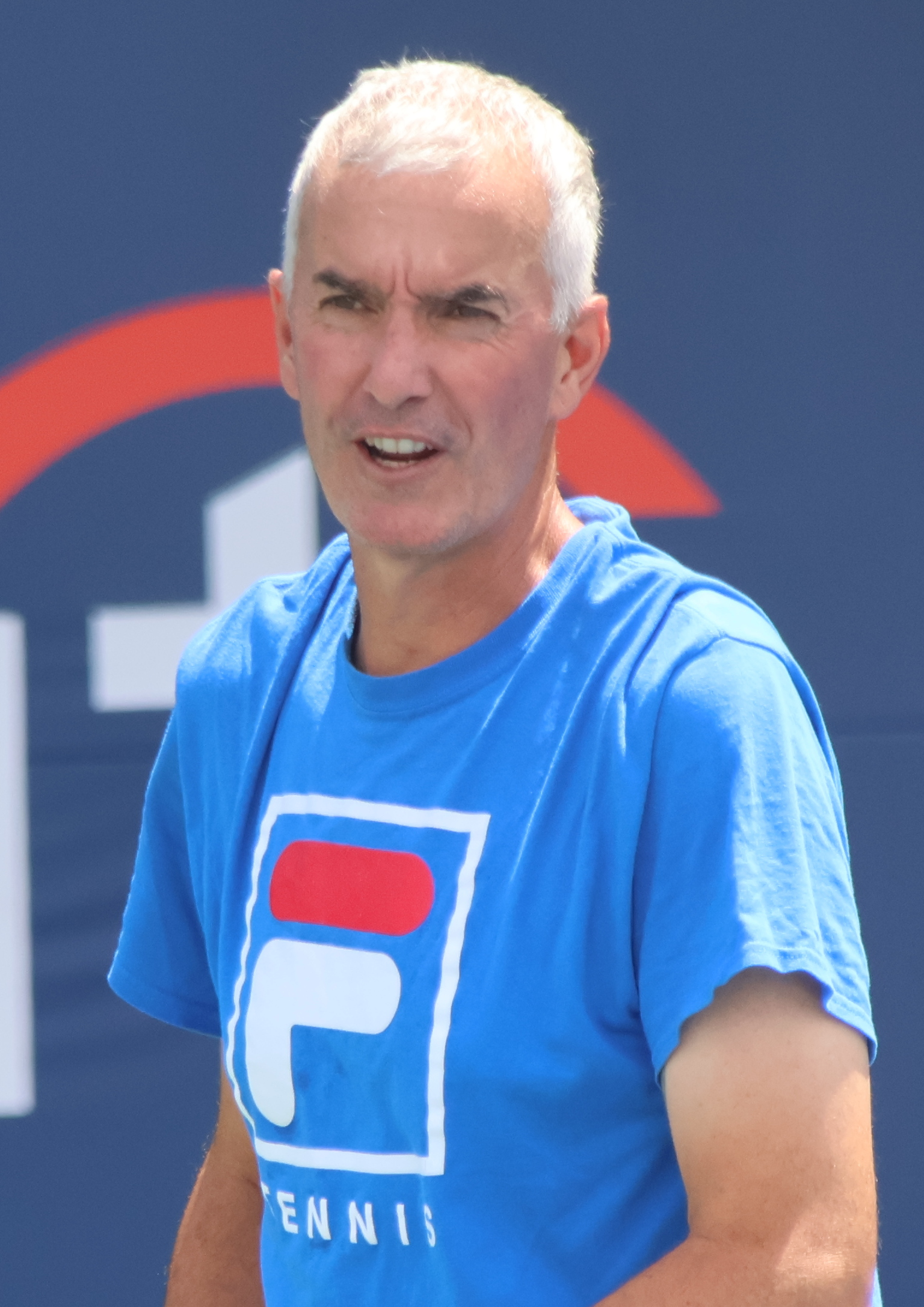
Davide Sanguinetti (* 1972)

- Sanguinetti, Evelyn (* 1970), US-amerikanische Politikerin
- Sanguinetti, Francesco (1800–1870), italienischer Bildhauer
- Sanguinetti, Guillermo (* 1966), uruguayischer Fußballspieler und Trainer
- Sanguinetti, Jorge (1934–2017), uruguayischer Politiker
- Sanguinetti, Julio María (* 1936), uruguayischer Journalist, Politiker und Staatspräsident von Uruguay
- Sanguinetti, Lazaro Maria, Freskenmaler des Barock
- Sanguinetti, Manuel (1917–1990), uruguayischer Fußballspieler und Trainer
- Sanguinetti, Nicolás (* 1992), uruguayischer Fußballspieler
- Sanguinetti, Rodrigo (* 1988), uruguayischer Fußballspieler
- Sanguinetti, Sebastiano (* 1945), italienischer Geistlicher, emeritierter römisch-katholischer Bischof von Tempio-Ampurias
- Šangulin, Ivan (1938–2012), kroatischer Fußballspieler und -trainer
- Sangur, Herrscher der Danischmenden in Melitene
- Sangus, antiker römischer Toreut
- Sanguszko, Roman (1537–1571), litauisch-polnischer Adliger und Militärführer

### Sangv
- Sangval Surasarang, Joseph (1935–2022), thailändischer Geistlicher, römisch-katholischer Bischof von Chiang Mai
- Sangvilay, Photthavong (* 2004), laotischer Fußballspieler

### Sangw
- Sangweni, Siyabonga (* 1981), südafrikanischer Fußballspieler

### Sangy
- Sangye Pel (1267–1314), Kaiserlicher Lehrer (dishi)